# والتر كانينغهام
والتر كانينغهام (بالإنجليزية: Walter Cunningham)‏ (و. 1932 – م) هو رائد فضاء، وضابط، وطيار، وطيار مقاتل من الولايات المتحدة الأمريكية . ولد في كريستون .

## ريادة الفضاء
شارك في المهمات الفضائية:
- أبولو 7.

## التعليم
تعلم في جامعة كاليفورنيا، لوس أنجلوس

## روابط خارجية
- والتر كانينغهام على موقع IMDb (الإنجليزية)
- والتر كانينغهام على موقع الموسوعة البريطانية (الإنجليزية)
- والتر كانينغهام على موقع مونزينجر (الألمانية)